# بين فرانكلين
بين فرانكلين (بالإنجليزية: Ben Franklin)‏ هو سياسي أسترالي، ولد في 1974. حزبياً، نشط في New South Wales National Party ‏. وقد انتخب عضو المجلس التشريعي نيو ساوث ويلز. حصل فرانكلين على درجة البكالوريوس من جامعة سيدني.